# Puffy Amiyumi x Puffy
Puffy Amiyumi x Puffy es el segundo álbum de versiones del dueto de J-Pop Puffy AmiYumi, lanzado el 25 de marzo de 2009 (Debutó en la lista Oricon en el No.97).
A diferencia de The Hit Parade, PUFFY AMIYUMI x PUFFY contiene versiones desde 1996 hasta el presente, (eran versiones que aparecían en otros álbumes, álbumes de colaboración, o si no, solo aparecían en sencillos y videos musicales) y no Covers recién-grabados. 
Sin embargo, los temas más recientes son Nichiyoubi Yori no Shisha (del Grupo The High-Lows). Interpretado en el COUNTDOWN JAPAN 08/09!, y otros como: Tokyo Hanabi, Not Listening y Frontier no Pionner (Tamio Okuda del Grupo "Unicorn").

## Lista de canciones
1. Girls Just Want to Have Fun (Cyndi Lauper)
2. Nichiyoubi yori no Shisha -日曜日よりの使者- (The High-Lows)
3. Basket Case (Green Day)
4. Frontier no Pioneer (Shiitaka version) -フロンティアのパイオニア（しーたかver.）- (Tamio Okuda "Unicorn") (3:41)
5. Joining a Fan Club (Jellyfish)
6. Tenshi no Wink -天使のウィンク- (Seiko Matsuda)
7. Lucy in the Sky With Diamonds (The Beatles)
8. Ningen wa mou Owarida! -人間はもう終わりだ！- (Magokoro Brothers)
9. Radio Tokyo (Marvelous 3)
10. Kenkou -健康- (Tamio Okuda)
11. Not Listening (cover de Snuff)
12. Tokyo Hanabi -東京花火- (New Rote'ka)
13. Can-Nana Fever (Guitar Wolf)
14. Hito Natsu no Keiken -ひと夏の経験- (Momoe Yamaguchi)
15. Don't Bring Me Down (Electric Light Orchestra "E.L.O")
16. Yuki ga Furu Machi -雪が降る町- (Unicorn)

Bonus Tracks:
1. Hi Hi ~Spanish TV Mix~
2. Hi Hi ~Portuguese TV Mix~
3. Happy Birthday to You <DearΟΟΟver.>

- Datos: Q3925454